# 季芈畀我
季羋畀我（？—？），羋姓，名畀我，季（排行第四或最小）是指其排行。她是楚平王之女，楚昭王的妹妹。
楚昭王十年（鲁定公四年冬，公元前506年），蔡昭侯联合吴王阖闾和唐成公攻打楚国。经过数次战斗后迅速逼近楚都郢。楚昭王带畀我出郢都，过睢水，渡长江，最后逃到云中。
一年后，秦国援军在申包胥的带领下连败吴军，迫使吴王撤军回国。楚昭王回到郢都后，决定让畀我出嫁申包胥。畀我拒绝说：“身为女性，必须要远离男子，但侍卫钟建曾背过我。”于是楚昭王便将畀我嫁钟建为妻，并任命钟建为乐尹。

## 脚注
1. ↑  《左传·定公四年》：冬，蔡侯、吴子、唐侯伐楚。
2. ↑  《左传·定公四年》：败诸雍澨，五战及郢。
3. ↑  《左传·定公四年》：楚子取其妹季芈畀我以出，涉睢。
4. ↑  《左传·定公五年》：申包胥以秦师至，秦子蒲、子虎帅车五百乘以救楚。……吴师败楚师于雍澨，秦师又败吴师。……焚之，而又战，吴师败。又战于公婿之谿，吴师大败，吴子乃归。
5. ↑  《左传·定公五年》：王将嫁季芈，季芈辞曰：“所以为女子，远丈夫也。钟建负我矣。”以妻钟建，以为乐尹。